# Marco Krattiger
Marco Krattiger (* 7. Juli 1994 in Amriswil) ist ein Schweizer Volleyball- und Beachvolleyballspieler.

## Karriere Halle
Krattiger kam durch seine Mutter zum Volleyball, nachdem er zunächst Fussball gespielt hatte. Er begann 2007 bei den C-Junioren von Volley Amriswil. Danach war er in allen Nachwuchsmannschaften aktiv, gehörte zur Swiss Volley Talentschool der U16 und U20 und wurde Meister der Nationalliga B. In der Saison 2013/14 spielte er als Zuspieler bei Volley Amriswil in der Nationalliga A.

## Karriere Beach
Krattiger spielte Beachvolleyball zunächst nur nebenbei. 2012 bildete er ein Duo mit Nico Beeler. Mit ihm gewann er 2013 die Schweizer U21-Meisterschaft. Mit David Sturzenegger belegte er ausserdem den siebten Platz bei der Schweizer Beachvolleyball-Meisterschaft. Mit Dennis Lerch wurde er Neunter der U20-Europameisterschaft in Vilnius. 2014 schafften Beeler/Krattiger auf der nationalen Coop Beachtour einen Turniersieg in Olten und weitere Top-3-Ergebnisse. International spielten sie die CEV-Satellites in Lausanne und Vaduz. Bei der U21-Weltmeisterschaft in Larnaka belegte Krattiger mit Michiel Zandbergen den 17. Rang. Mit Beeler wurde er in Fethiye im Final gegen Sannarnes/Sørum Vize-Europameister der U22.
2015 spielte Krattiger mit Sébastien Chevallier. Krattiger/Chevallier schieden auf den Open-Turnieren der FIVB World Tour in Fuzhou und Luzern sowie beim Gstaad Major früh aus. Bei den Europaspielen in Baku wurden sie hingegen Fünfte. Anschliessend spielten sie auf der CEV-Tour das Masters in Biel/Bienne (13. Platz) und das Satellite-Turnier in Skopje (9. Platz). Neunter wurde Krattiger auch mit Adrian Heidrich bei der U22-EM in Macedo de Cavaleiros. Anfang September wurde er mit Chevallier in Bern Schweizer Meister.
Ab Oktober 2015 bildete Krattiger ein Duo mit Jonas Kissling. Auf der World Tour 2015/16 nahmen sie an fünf Open-Turnieren teil und erzielten als bestes Ergebnis einen 17. Platz in Fortaleza. Bei der heimischen EM in Biel/Bienne schieden sie nach der Vorrunde aus. Danach wurden sie Neunte und Fünfte bei den CEV-Satellites in Baden und Vaduz, während er mit Kissling bzw. Beeler bei den FIVB-Majors in Poreč, Gstaad und Klagenfurt sowie dem Grand Slam in Long Beach nicht über zweistellige Ergebnisse hinauskam. National gewann Krattiger mit Kissling das Turnier in Genf und mit Beeler in Basel. Bei der Schweizer Meisterschaft wurden Krattiger/Kissling Dritte.
Ab 2017 bildete Krattiger wieder ein festes Duo mit Beeler. Auf der World Tour 2017 erreichten sie zunächst neunte Plätze in Fort Lauderdale (fünf Sterne), Kisch und Xiamen (jeweils drei Sterne). Weitere Top-Ten-Ergebnisse schafften sie als Vierte in Den Haag (drei Sterne) und Neunte in Gstaad (fünf Sterne), während sie bei anderen Turnieren früh ausschieden. Auf der CEV-Turnierserie wurden sie Fünfte beim Ljubljana Masters und beim Vaduz Satellite. Bei der EM 2017 in Jūrmala schieden sie im Achtelfinal gegen Fijałek/Bryl aus. National gewannen sie die Turniere in Locarno und Basel, bevor sie in Bern Schweizer Vize-Meister wurden. Auf der World Tour 2018 wurden sie nach einigen zweistelligen Platzierungen Neunter in Luzern (drei Sterne) und Fünfter in Itapema (vier Sterne). Bei der EM in den Niederlanden erreichten sie den Viertelfinal und somit den fünften Rang. National gewannen sie die Turniere in Olten und Rorschach. Anschliessend wurden sie in Bern Schweizer Meister. Im ersten Halbjahr 2019 war der neunte Platz beim 3-Sterne-Turnier in Kuala Lumpur ihr bestes Ergebnis. Im Juli gewannen sie dann das Drei-Sterne-Turnier in Edmonton mit einem Finalsieg gegen O’Gorman/Saxton. Bei der EM in Moskau schieden sie als Gruppenzweite in der ersten KO-Runde aus. Danach wurden sie Neunte beim Drei-Sterne-Turnier in Jūrmala.
Beim Drei-Sterne-Turnier in Qinzhou im Oktober 2019 spielte Krattiger erstmals mit Florian Breer. Dieser wurde 2020 auch sein neuer Spielpartner, weil Beeler lieber wieder in der Halle spielen wollte. Beim Ein-Stern-Turnier in Baden wurden sie Fünfte. Im September gewannen sie das Turnier King of the Court in Utrecht. Bei der EM in Jūrmala schieden sie wenige Tage später im Viertelfinal aus. Im Februar 2021 gewannen sie mit ihren Schweizer Teamkollegen Gerson/Heidrich den Nations Clash in Düsseldorf. Eine Saison später standen sie im Viertelfinale beim heimischen Elite16 in Gstaad sowie beim Challenge in Espinho. Dieses Ergebnis konnten sie eine Woche später beim gleichartigen Event in Agadir mit dem Bronzerang noch verbessern. Bei der EM war das Achtelfinale Endstation. Achtungserfolge erreichten sie beim Elite16 in Torquay und eine Spielzeit später im Dorf im Berner Oberland mit geteilten neunten Plätzen. In der gleichen Saison gewannen sie ihr erstes Futurees und wurden zum ersten Mal gemeinsam Schweizer Meister. Diesen Titel konnten sie 2024 verteidigen. 
Nach dem Karriereende von Florian Breer begann Marco Krattinger 2025 eine Zusammenarbeit mit Leo Dillier. Nach einer Finalteilnahme beim Challenge im Mai in Xiamen konnten sie dieses Resultat im folgenden Monat noch einmal toppen. Beim gleichartigen Event in Stare Jabłonki entschieden sie zunächst Pool D für sich und besiegten danach Vinicius / Heitor sowie Popow / Resnik. Gegen die Olympiasieger Åhman / Hellvig kamen sie kampflos weiter, bevor sie im Finale die Olympia-Neunten Bartosz Łosiak / Michał Bryl in drei Sätzen bezwingen konnten.